# 前唇新亮麗鯛
前唇新亮麗鯛，為輻鰭魚綱鱸形目隆頭魚亞目慈鯛科的其中一種，分布於非洲坦干伊喀湖南部流域，棲息深度5-40公尺，體長可達17公分，棲息在陡峭且深的岩石坡，生活習性不明，可作為觀賞魚。

## 擴展閱讀
維基物種上的相關：前唇新亮麗鯛